# Instytut Przemysłu Tworzyw i Farb
Instytutu Przemysłu Tworzyw i Farb - jednostka organizacyjna Ministerstwa Przemysłu Chemicznego, powołana w celu prowadzenie prac naukowo-badawczych w zakresie rozwoju produkcji przemysłowej farb i lakierów oraz tworzyw sztucznych.

## Powołanie Instytutu
Na podstawie zarządzenia Prezesa Rady Ministrów z 1976 r. w sprawie utworzenia Instytutu Przemysłu Tworzyw i Farb ustanowiono Instytut. Powołanie Instytutu pozostawało w ścisłym związku z ustawą z 1961 r. o instytutach naukowo-badawczych.
Instytut powstał w drodze połączenia Instytutu Farb i Lakierów w Gliwicach oraz Ośrodka Badawczo-Rozwojowego Przetwórstwa Tworzyw Sztucznych w Mikołowie.
Nadzór nad Instytutem sprawował Minister Przemysłu Chemicznego. Instytut podporządkowany był organizacyjnie Zjednoczeniu Przemysłu Tworzyw i Farb. Siedzibą Instytutu były Gliwice.

## Przedmiot działania Instytutu
Przedmiotem działania Instytutu było prowadzenie prac naukowo-badawczych i rozwojowych, w tym:
- wypracowanie nowych technologii wytwarzania tworzyw sztucznych oraz farb i lakierów,
- opracowanie nowych składników i komponentów,
- usprawnienie i doskonalenie stosowanych dotychczas metod w przemyśle,
- doskonalenie metod i organizacji pracy w zakresie nowych produktów,
- wdrażanie prac w zakresie tworzyw sztucznych oraz farb I lakierów,
- nawiązywanie współpraca z krajowymi i zagranicznymi podmiotami gospodarczymi,
- prowadzenie informacji naukowo-technicznej i ekonomicznej,
- prowadzenie działalności wydawniczej.

## Kierowanie Instytutem
Na czele Instytutu stał dyrektor, który kierował samodzielnie działalnością Instytutu i był za nią odpowiedzialny. Dyrektora i jego zastępców powoływał i odwoływał Minister Przemysłu Chemicznego.

## Rada Naukowa
W instytucie powołano Radę Naukową, której zadaniem było:
- opiniowanie projektu budżetu,
- opiniowanie działalności i planu prac Instytutu,
- inicjowanie prac naukowo-badawczych,
- innych czynności określonych w statucie.

## Majątek Instytutu
Nowo powołany Instytut przejął majątek, prawa i zobowiązania Instytutu Farb i Lakierów w Gliwicach oraz Ośrodka Badawczo-Rozwojowego Przetwórstwa Tworzyw Sztucznych w Mikołowie. Pracownicy tego instytutu oraz ośrodka stali się pracownikami Instytutu.